# Fernando Saucedo
Fernando Javier Saucedo Pereyra (ur. 15 marca 1990 w Santa Cruz) – boliwijski piłkarz występujący na pozycji środkowego lub defensywnego pomocnika, reprezentant Boliwii, od 2023 roku zawodnik Bolívaru.